# Sanções contra a Coreia do Norte
As sanções contra a Coreia do Norte foram instituídas principalmente devido ao programa de armas nucleares norte-coreano e foram impostas após seu primeiro teste nuclear em 2006.
Vários países e organismos internacionais impuseram sanções contra a Coreia do Norte. O Conselho de Segurança das Nações Unidas adotou várias resoluções, União Europeia também aplicou sanções, assim como os Estados Unidos, a Coreia do Sul, o Japão, a Austrália, dentre outros.
Os Estados Unidos impuseram sanções na década de 1950 e as endureceram ainda mais após os atentados bombistas internacionais contra a Coreia do Sul por agentes norte-coreanos durante a década de 1980, incluindo o atentado de Rangum e o atentado ao voo 858 da Korean Air. Em 1988, os Estados Unidos adicionaram a Coreia do Norte a sua lista de países patrocinadores do terrorismo.
As sanções contra os norte-coreanos começaram a amenizar durante a década de 1990, quando o então governo liberal da Coreia do Sul pressionou por políticas de engajamento com o Norte. O governo Clinton assinou o Acordo de Estrutura com a Coreia do Norte em 1994. No entanto, o abrandamento durou pouco; a Coreia do Norte continuou seu programa nuclear e retirou-se oficialmente do Tratado de Não-Proliferação Nuclear em 2003, fazendo com que os países restabelecessem várias sanções. As resoluções do Conselho de Segurança da ONU foram aprovadas depois que a Coreia do Norte conduziu testes nucleares em 2006, 2009, 2013, 2016 e 2017. Inicialmente, as sanções se concentraram nas proibições comerciais de materiais e bens relacionados a armas, mas se expandiram para bens de luxo para atingir as elites. Outras sanções se expandiram para cobrir ativos financeiros, transações bancárias e viagens e comércio em geral.

## Órgãos supranacionais

### União Europeia
A União Europeia impôs uma série de sanções contra a Coreia do Norte desde 2006. Estas incluem: 
- embarque de armas e materiais relacionados. [2]
- proibição da exportação de combustível para aviação e foguetes para a Coreia do Norte.
- proibição do comércio de ouro, metais preciosos e diamantes com o governo norte-coreano.[2]
- proibição da importação de minerais da Coreia do Norte, com algumas isenções para carvão e minério de ferro.
- proibição da exportação de bens de luxo.[2]
- restrição ao apoio financeiro para o comércio com a Coreia do Norte.[2]
- restrição a investimentos e atividades financeiras.[2]
- inspeção e monitoramento de cargas importadas e exportadas da Coreia do Norte.[2]
- proibição de certos indivíduos norte-coreanos de entrar na UE. [3]

Em 21 de setembro de 2017, a UE proibiu as exportações de petróleo e investimentos na Coreia do Norte 

### Conselho de Segurança das Nações Unidas
O Conselho de Segurança da ONU aprovou uma série de resoluções desde o primeiro teste nuclear da Coreia do Norte em 2006.
- Resolução 1718, aprovada em 2006, exigia que a Coreia do Norte cessasse os testes nucleares e proibia a exportação de alguns suprimentos militares e bens de luxo para a Coreia do Norte.[5][2] O Comitê de Sanções do Conselho de Segurança da ONU para a Coreia do Norte foi estabelecido, apoiado pelo Painel de Peritos.[6][7][8]
- Resolução 1874, aprovada após o segundo teste nuclear em 2009, ampliou o embargo de armas. Os Estados membros foram incentivados a inspecionar navios e destruir qualquer carga suspeita de estar relacionada ao programa de armas nucleares.[2][4]
- Resolução 2087, aprovada em janeiro de 2013 após o lançamento de um satélite, reforçou as sanções anteriores ao esclarecer o direito de um Estado de apreender e destruir cargas suspeitas de se dirigirem para ou da Coreia do Norte para fins de pesquisa e desenvolvimento militar.[2][4]
- Resolução 2094, aprovada em março de 2013 após o terceiro teste nuclear, impôs sanções às transferências de dinheiro e teve como objetivo excluir a Coreia do Norte do sistema financeiro internacional.[2][4]
- Resolução 2270, aprovada em março de 2016 após o quarto teste nuclear, reforçou ainda mais as sanções existentes.[9] Baniu a exportação de ouro, vanádio, titânio e metais de terras raras. A exportação de carvão e ferro também foi proibida, com isenção para transações que fossem puramente "para fins de subsistência".[10][4]
- Resolução 2321, aprovada em novembro de 2016, limitou as exportações de carvão norte-coreano e proibiu as exportações de cobre, níquel, zinco e prata.[11][12] Em fevereiro de 2017, um painel da ONU afirmou que 116 dos 193 Estados membros ainda não haviam apresentado um relatório sobre a implementação dessas sanções, embora a China o tivesse feito.[13]
- Resolução 2371, aprovada em agosto de 2017, proibiu todas as exportações de carvão, ferro, chumbo e frutos do mar. A resolução também impôs novas restrições ao Banco de Comércio Exterior da Coreia do Norte e proibiu qualquer aumento no número de norte-coreanos trabalhando em países estrangeiros.[14]
- Resolução 2375, aprovada em 11 de setembro de 2017, limitou as importações de petróleo bruto norte-coreano e produtos de petróleo refinado; baniu joint ventures, exportações de têxteis, condensado de gás natural e importações de líquidos; e proibiu cidadãos norte-coreanos de trabalhar no exterior em outros países. [15]
- Resolução 2.397, aprovada em 22 de dezembro de 2017 após o lançamento de um míssil balístico intercontinental Hwasong-15, limitou as importações de petróleo bruto e produtos petrolíferos refinados norte-coreanos a 500.000 barris por ano, proibiu a exportação de alimentos, maquinaria e equipamentos elétricos, exigiu a repatriação de todos os cidadãos norte-coreanos com renda no exterior dentro de 24 meses. A resolução também autorizou os Estados-membros a apreender e inspecionar qualquer embarcação em suas águas territoriais que forneça ilicitamente petróleo ou outros produtos proibidos à República Popular Democrática da Coréia. [16]

As agências das Nações Unidas têm restrições quanto à ajuda que podem dar à Coreia do Norte por causa das sanções, mas podem ajudar com nutrição, saúde, água e saneamento. 